# Portugáliai Izabella német-római császárné
Portugáliai Izabella (portugálul: Isabel de Portugal, németül: Isabella von Portugal; 1503. október 23. – 1539. május 1.), az Avis-házból származó portugál infánsnő, V. Habsburg Károllyal kötött házassága révén többek között német-római császárné, majd az első spanyol királyné. Izabella I. Mánuel portugál király és Aragóniai Mária legidősebb leánya volt. Gyermekei között van II. Fülöp spanyol király, Mária német-római császárné és Johanna portugál trónörökösné.

## Élete
Izabella a portugál Avis-ház tagja volt. 1503. október 23-án született I. (Szerencsés) Mánuel portugál király és Aragóniai Mária spanyol infánsnő második gyermekeként. (Károly anyja, Johanna és Izabella anyja, Mária nővérek voltak.)
1526. március 10-én Sevillában ment feleségül V. Károly német-római császárhoz, akivel közös anyai nagyszüleik voltak, s aki emiatt bontotta fel eljegyzését anyai nagynénje leányával, a későbbi Tudor Mária angol királynővel. Az eredendően politikai házasság később szerelmi kapcsolattá alakult. Izabella ugyanakkor a politikában is megállta a helyét: 1529–1532 és 1535–1539 között, férje távollétében régenseként kormányozta a Spanyol Királyságot.
1539-ben, hatodik gyermeke születését követően hunyt el. Férjét, aki ekkor éppen távol volt, nagyon megrázta Izabella váratlan halála; sohasem házasodott meg újra, és élete végéig fekete ruhában járt.